# Julinho (football, 1919)
Pour les articles homonymes, voir Julinho et Correia.
Júlio Correia da Silva, plus connu sous le nom de Julinho (1er décembre 1919 à Ramalde - 18 mars 2010 à Lisbonne) était un joueur de football portugais, qui jouait au poste d'attaquant.
Il est connu pour avoir été une des légendes du Benfica Lisbonne.

## Carrière de club
Julinho commence sa carrière au Boavista FC (1934-1940) puis évoluera à l'Académico do Porto (1940-1942).
Il atteint la reconnaissance à Lisbonne au Benfica (1942-1953) club avec lequel il remporte 3 fois le Championnat du Portugal ainsi qu'une Coupe Latine. Benfica l'achètera à l'Académica do Porto 25 contos (125 euros), une petite fortune pour l'époque.
À Benfica, il est deux fois meilleur buteur du championnat. Il inscrit le but en or lors de la coupe Latine 1950, avec une victoire 1-0 contre les Girondins de Bordeaux, après deux périodes de prolongations (149e minute).
Avec Mário Rui (en), Arsénio Duarte, Guilherme Espírito Santo et Rogério Pipi, il forme  le quintet des diabos vermelhos (diables rouges), de la grande époque du club.
Lors de la plus grande victoire du club contre le FC Porto en championnat (2-12), il inscrit 4 buts.

## Équipe nationale
Il ne joue qu'un match avec la sélection portugaise le 21 mars 1948 contre l'Espagne  à Madrid (défaite 0-2).

## Palmarès
Avec le Benfica Lisbonne :
- Championnat du Portugal en 1943, 1945 et 1950
- Coupe du Portugal 1943 et 1944
- Coupe Latine 1950
- Meilleur buteur du championnat portugais en 1943 et 1950[3]

## Anecdotes
Son dernier match sera contre le CF Belenenses. Il décèdera en mars 2010 à Lisbonne à l'âge de 90 ans.